# Sara Baras
Sara Pereyra Baras (San Fernando, Cádiz, España, 25 de abril de 1971), conocida como Sara Baras, es una bailaora, coreógrafa y directora de su compañía de baile española.

## Biografía
Sara Baras nació en San Fernando, Cádiz, en 1971, donde comenzó sus estudios de baile en la escuela de su madre, Concha Baras. Poco después, entró a formar parte del grupo Los Niños de la Tertulia Flamenca, con el que recorre los festivales flamencos de Barcelona.
A la edad de 14 años entra en la Compañía de Manuel Morao y actúa en el festival de Teatro Flamenco Alhambra 89 en Granada. Ese mismo año, obtiene el Primer Premio “Gente Joven” de TVE. En 1991, junto con esta compañía, actúa durante dos meses en el Teatro Eduard VII de París.
En 1992, acude a la “Bienal de Danza” (de Lyon) y al Palacio de Congresos (de París) junto con Javier Barón, con quien forma pareja artística. Ese mismo año, durante la Expo 92, actúa en el Auditorio de la Cartuja en el espectáculo de Manuel Morao y a finales del mismo año, en el Teatro Town Hall de Nueva York.
En 1993, obtiene el premio “Madroño Flamenco” en Montellano (Sevilla) por ser considerada la artista más destacada del año y participa en el Festival de Sevilla con Flamenco Íntimo. También ese año, se presenta en el Teatro Verdi de Génova con el espectáculo Mira qué flamenco.
En 1994, baila junto a Enrique Morente en la Semana Flamenca de la Caja de Ávila y participa en la XXIII Fiesta de la Bulería de Jerez. Ese mismo año, efectúa una gira de dos meses con la Compañía de Paco Peña por varios países europeos y baila en la “Bienal de Sevilla” en el homenaje al bailaor Antonio Ruiz Soler.
En mayo de 1996, forma parte del espectáculo Mujeres, organizado por la Compañía de Merche Esmeralda, que se estrenó en el Teatro Principal de Vitoria desde donde comenzó una gira por Madrid, Barcelona, el Festival de Segovia y en los Veranos de la Universidad Complutense de Madrid. También en 1996, es invitada en la producción Gitano del bailaor Antonio Canales. Este espectáculo fue presentado en la “Bienal del Flamenco de Sevilla”. Con esta producción acude al Festival de Otoño de Madrid en el Teatro Albéniz y al Teatro de los Champs Elysees, además de recorrer los principales teatros de España.
Su propia compañía la presenta en 1997, cerrando el XXXVII Festival Nacional del Cante de las Minas. Se integra en la Compañía Flamenca de "El Güito" como artista invitada, actividad que compagina con la de su propia compañía. Con esta compañía, Sara Baras comparecerá en el Teatro del Chatelet de París en las Navidades de 1999 como artista invitada.
El 2 de abril de 1998, debuta en el Auditorio de Murcia con su compañía compuesta por ella misma, siete bailarinas y siete músicos con un espectáculo llamado Sensaciones, un recorrido por los diferentes palos del flamenco. A finales de este mes, participa en el programa La Huella de España, organizado por la SGAE para la celebración de los Actos de Cuba como artista invitada del Ballet Flamenco Antonio Canales. En junio del mismo año, se presenta con su compañía en el Festival de Evian dirigido por el maestro Rostropóvich. En septiembre de 1998, el Ballet Flamenco Sara Baras estrena en el teatro Maestranza de Sevilla un espectáculo dedicado a Cádiz: Cádiz - La isla. En el mes de octubre del 98, Sara presenta en TVE 2 Algo más que flamenco. Desde el 8 al 14 de enero de 2001, presenta su trabajo en la Maison de la Danse de Lyon.
En 1999, estrena el espectáculo Sueños. Mientras baila Juana la loca, idea y ensaya ya el siguiente espectáculo, Mariana Pineda. Baila en conciertos de Chavela Vargas en la casa natal de Federico García Lorca en la Huerta de San Vicente en Granada, en el Teatro Falla de Cádiz, en el Palau de la Música de Barcelona, en La Alhóndiga de Guanajuato, en el Festival de Teatro de Bogotá y en el Luna Park de Buenos Aires. Participa en Iberia de Carlos Saura, con una coreografía propia (Albaicín) y otra ideada en colaboración con José Serrano (Asturias). La película se estrena en noviembre de 2005.
En el año 2003 obtiene el Premio Nacional de Danza.
En 2005, prosigue la gira de Sueños en Europa, Estados Unidos y América del Sur y Asia. El 19 de diciembre de ese mismo año estrena el espectáculo Sabores en el Théâtre des Champs-Elysées de París. Con Sueños cierra una trilogía de recitales que empezó con Sensaciones.
En 2006, y junto al afamado tenor Josep Carreras dirige, coreografía y concibe un espectáculo en el que la lírica y la danza se unen en un homenaje a los grandes compositores españoles, Manuel de Falla, Albéniz, Turina y Lorca, que recorre la geografía nacional con un éxito de público sin precedentes.
En septiembre de 2007, estrena su versión de Carmen, basada en la historia de la cigarrera de Merimé, en el marco del Gran Teatro del Liceo de Barcelona. Ella misma dirige y coreografía este espectáculo, que cuenta con la colaboración entre otros de Paco de Lucía, Javier Ruibal y José Carlos Gómez en la música.
Con la actuación que realizó en el Teatro Calderón (Madrid), los fondos recaudados fueron destinados a la Fundación Síndrome de Down de Madrid.
Formó parte de la Exposición Filatélica Mundial, celebrada en Madrid y es la representante femenina de la danza en España en una edición limitada de sellos editada por Correos y Telégrafos. Además, ha hecho algunas incursiones dentro del mundo de la moda, en la Semana de la Moda de Londres se presentó como broche final de la colección de Amaya Arzuaga y con su compañía ha presentado la colección de ropa interior de la firma Triumph donde, además de pasar moda, dirigió y coreografió el montaje. También ha participado en el catálogo de las joyas de Cartier. Ha desfilado también para Francis Montesinos en la Pasarela Cibeles y en Lisboa. En 2002, fue nombrada la “Cara de Andalucía” para representar a la Consejería de Turismo de la Junta de Andalucía y fue elegida pregonera de los Carnavales de Cádiz.
En 2019 recibe un homenaje de ocho cocineros con Estrella Michelín.
El 8 de enero de 2022, Sara Baras fue una de las cantantes participantes en el concierto solidario Más fuertes que el volcán, el cual fue organizado por Radio Televisión Española con el fin de recaudar fondos para los damnificados por la erupción volcánica de La Palma de 2021.

## Espectáculos presentados por su compañía
- Sensaciones : 1998
- Cádiz - La Isla : 1998
- Sueños : 1999
- Juana La Loca : 2000 galardonado con tres premios Max
- Mariana Pineda : 2002
- Sabores : 2005
- Baras - Carreras : 2006
- Carmen : 2007
- Esencia : 2009
- La Pepa : 2012
- Medusa : 2014
- Voces : 2015
- Sombras : 2017
- Suite Flamenca : 2019
- Momentos : 2020
- Alma : 2021
- Vuela : 2024

## Premios y reconocimientos
2025
- Turium Connecting Excellence Award
- Premio Categoría Cultura SIE a la Excelencia
- Premio A.R.T.E

2024
- Premio Federico Joly
- Medalla 125 SGAE
- Premio Sisley a la Belleza por las Artes Escénicas de los Premios Talia 2024

2023
- Premio Nenúfar
- Premio Oliver 2020 por su espectáculo Sombras

2022
- Premio La Capitana
- Premio Andalucía hacia el futuro
- Medalla de Oro al mérito en las Bellas Artes

2017
- Premio Starlite Gala 2017 otorgado por la Fundación Starlite

2015
- Medalla de la provincia de Cádiz

2010
- Premio APDE (Asociación de Profesores de Danza Española) en reconocimiento a su labor en la enseñanza y la difusión de la danza

2009
- Médaille de Ville de París – Francia
- Premio a una vida dedicada al baile 40.º aniversario de El Corral de La Pacheca
- Premio Giraldillo de Oro a la mejor dirección escénica en la Bienal de Flamenco 2008 por su espectáculo Carmen

2008
- Premio de Rojas por Mejor Espectáculo de danza Sabores otorgado por los propios espectadores del Coliseo toledano que reciben en sus casas la programación del teatro y acuden regularmente a las representaciones
- Premio Galileo 2000 por una vida dedicada a la danza otorgado por La ciudad de Florencia a través de Agenzia Genelare di Firenze

2007
- Medalla de Plata otorgado por el Ayuntamiento de Zaragoza
- Premio a la identidad isleña otorgado por el ayuntamiento de la Ciudad de San Fernando
- Premio Flamenco hoy a la mejor bailaora del año otorgado por el asociación de críticos del flamenco
- Premio El Quijote flamenco a la mejor bailaora del año otorgado por el público cibernauta de la página web flamenco.com
- Premio Puerta de Andalucía otorgado por la junta de Andalucía y la cadenas Summa Hoteles

2006
- Premio a la Creatividad otorgado por la Comunidad de Madrid y la Fundación Camilo José Cela
- Premio Teatre al mejor espectáculo del año otorgado por la prensa especializada catalana.
- Gaditana del año
- Hija Predilecta de Cádiz, Corporación Municipal

2005
- Corazón de Oro otorgado por la Fundación Española del Corazón

2004
- Medalla de Oro de Andalucía
- Premio Women Together otorgado por la Fundación Women Together, organismo colaborador de la UNESCO, en el marco del Diálogo sobre pobreza, microcrédito y desarrollo del Fórum Barcelona
- Premios Micrófono de Oro otorgado por la Asociación Española de Radio Y Televisión
- Premio al Mejor Espectáculo de Danza otorgado por el público del Teatro Metropol de Tarragona por su espectáculo Mariana Pineda

2003
- Premio Nacional de Danza de España en la modalidad de interpretación por su espectáculo Mariana Pineda
- Premio del Círculo de Críticos de Chile por su espectáculo Mariana Pineda
- Pregonera en la presentación del Carnaval de Cádiz en Madrid

2002
- Pregonera del Vigésimo Cuarto Pregón del Carnaval de Cádiz en la democracia
- Premio  Max de las Artes Escénicas en la categoría Mejor Intérprete Femenina de Danza, en la categoría Mejor Espectáculo de Danza, y en la categoría Mejor Coreografía por su espectáculo Juana la loca

2001
- Premio de la Crítica de la Cátedra de Flamencología de Jerez
- Premio del Público del Diario de Jerez
- Gaditana de oro por votación popular en Onda Cero Cádiz

2000
- Forma parte de la Exposición Filatélica Mundial celebrada en Madrid y es la representante femenina de la danza en España en una edición limitada de sellos editada por Correos y Telégrafos (siendo la primera mujer del flamenco en tener este reconocimiento en vida)

1999
- Premio Max de las Artes Escénicas en la categoría Mejor Intérprete Femenina de Danza para su espectáculo Sensaciones
- El Olivo del Baile de la revista El Olivo

1993
- VI Madroño flamenco de la Peña Flamenca El Madroñero Sevillano

1989
- X Calahorra Flamenca de Córdoba
- Premio Gente Joven de TVE